# Вренска Горца
Вренска Горца (словен. Vrenska Gorca) је насељено место у општини Козје, Савињска регија, Словенија.

## Историја
До територијалне реорганизације у Словенији била је у саставу старе општине Шмарје при Јелшах.

## Становништво
У попису становништва из 2011. Вренска Горца је имала 191 становника.
| Број становника према пописима | Број становника према пописима | Број становника према пописима |
| ------------------------------ | ------------------------------ | ------------------------------ |
| 1991                           | 2002                           | 2011                           |
| 187                            | 175                            | 191                            |

Напомена: Године 2017. извршена је мала размена територија између насеља Буче, Вренска Горца и Доблежиче (Козје) и Гостинца (Подчетртек).